# Kanton Montier-en-Der
Montier-en-Der is een voormalig kanton van het Franse departement Haute-Marne. Het kanton maakte deel uit van het arrondissement Saint-Dizier .

## Geschiedenis
Op 1 januari 2012 werd de gemeente Robert-Magny-Laneuville-à-Rémy gesplitst in de gemeenten Laneuville-à-Rémy en Robert-Magny, waaruit het in 1972 ontstaan was.
Op 22 maart 2015 werd het kanton opgeheven en werden de gemeenten opgenomen in het aangrenzende kanton Wassy.

## Gemeenten
Het kanton Montier-en-Der omvatte de volgende gemeenten:
- Ceffonds
- Droyes
- Frampas
- Laneuville-à-Rémy
- Longeville-sur-la-Laines
- Louze
- Montier-en-Der (hoofdplaats)
- Planrupt
- Puellemontier
- Robert-Magny
- Sommevoire
- Thilleux